# Spezzano della Sila
Spezzano della Sila là một thị xã và comune  ở tỉnh Cosenza trong vùng Calabria miền nam nước Ý.
Đô thị Spezzano della Sila có diện tích 79 ki lô mét vuông, dân số thời điểm năm 2007 là 4849 người.
Đô thị này có các đơn vị dân cư (frazioni) sau:
Các đô thị giáp ranh: Casole Bruzio, Celico, Longobucco và Spezzano Piccolo.